# Фріц Герннерт
Фрідріх «Фріц» Герннерт (нім. Friedrich "Fritz" Görnnert; 18 березня 1907, Карлсруе — 1 травня 1984, Карлсруе) — німецький інженер, бригадефюрер СА, доктор інженерних наук (жовтень 1939), міністерський диригент люфтваффе (1 січня 1944).

## Біографія
В 1927/28 роках вивчав математику, фізику, хімію і біологію в Гайдельберзькому університеті, а в 1928/33 роках — машинобудування та авіабудування у Вищому технічному училищі Карлсруе. В січні 1931 року вступив у НСДАП (квиток №411 588), в 1933 році — в СА. З 1 січня 1937 року — особистий ад'ютант Германа Герінга, а також керівник 1-го відділу (організація зв'язків Герінга з партією) його особистого штабу і представник Герінга в Імперській дослідницькій раді. З 1 квітня 1940 року працював в Імперському міністерстві авіації. В травні 1945 року заарештований союзниками. Під час Нюрнберзького процесу над лікарями виступав свідком захисту Віктора Брака. В 1947 році звільнений. Протягом 15 років очолював Асоціацію громадян Рінтгайма (району Карлсруе), в 1970 році заснував міську газету.

## Нагороди
- Орден Заслуг (Угорщина), офіцерський хрест
- Орден Корони Італії, командорський хрест
- Комбінований Знак Пілот-Спостерігач в золоті з діамантами[6]
- Медаль «У пам'ять 13 березня 1938 року»
- Медаль «У пам'ять 1 жовтня 1938 року»
- Почесний член Вищого технічного училища Карлсруе (1941)
- Медаль «За вислугу років у НСДАП» в бронзі та сріблі (15 років)
- Почесний голова Асоціації громадян Рінтгайма